# Моріс Галле
Моріс Галле (фр. Maurice Gallay; 25 грудня 1902, Женева — 15 серпня 1982, Марсель) — французький футболіст, що грав на позиції півзахисника. Виступав, зокрема, за клуб «Марсель», а також національну збірну Франції. Дворазовий володар Кубка Франції.

## Клубна кар'єра
Моріс Галле розпочав грати у футбол на батьківщині в клубах «Женева» і «Серветт». У 1924 році перейшов до французького клубу «Сет», в якому грав до 1925 року. У 1925 році Галле перейшов до клубу «Марсель», за який грав до 1934 року. За цей час двічі виборював титул володаря Кубка Франції. Завершив професійну кар'єру футболіста виступами за команду «Олімпік» (Марсель) у 1934 році.

## Виступи за збірну
1926 року дебютував в офіційних матчах у складі національної збірної Франції. Загалом протягом кар'єри в національній команді, яка тривала до 1929 року, провів у її формі 13 матчів, забивши один гол.
Помер Моріс Галле 15 серпня 1982 року на 80-му році життя.

## Титули і досягнення
- Володар Кубка Франції (2):

«Марсель»: 1925–1926, 1926–1927
- Переможець аматорського чемпіонату Франції (1):

«Марсель»: 1929